# Volkswagen Passat B8
Volkswagen Passat B8 — автомобіль середнього класо-розміру німецького автоконцерну Volkswagen восьмого покоління (ідентифікатор кузова B8). Випускається з 2014 року в звичайних кузовних модифікаціях: як 4-дверний седан та комбі (універсал), а також як повнопривідний комбі кросовер під назвою "Alltrack". Переможець конкурсу European Car of the Year 2015 року.

## Опис

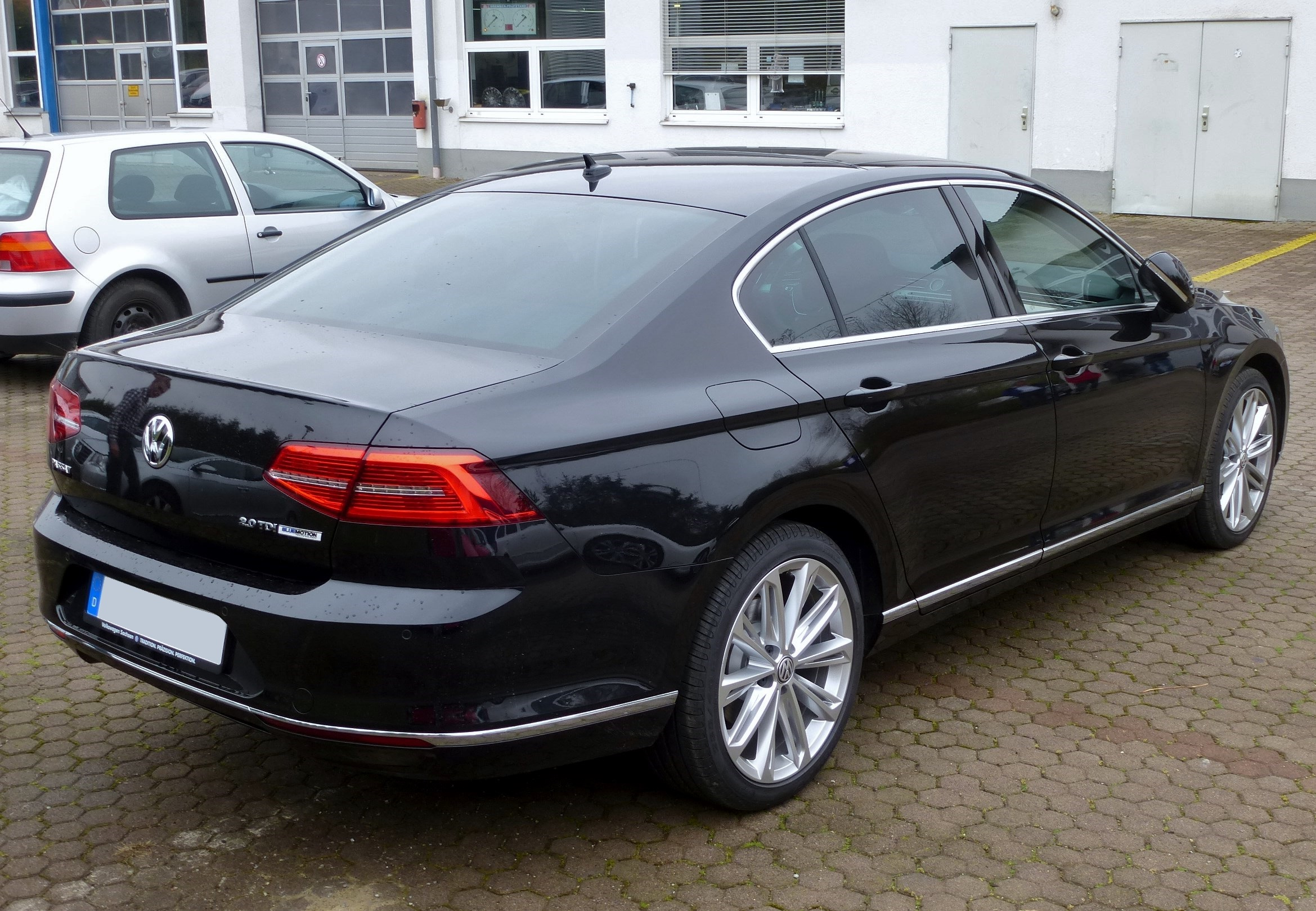
Volkswagen Passat B8 (2014-2019)

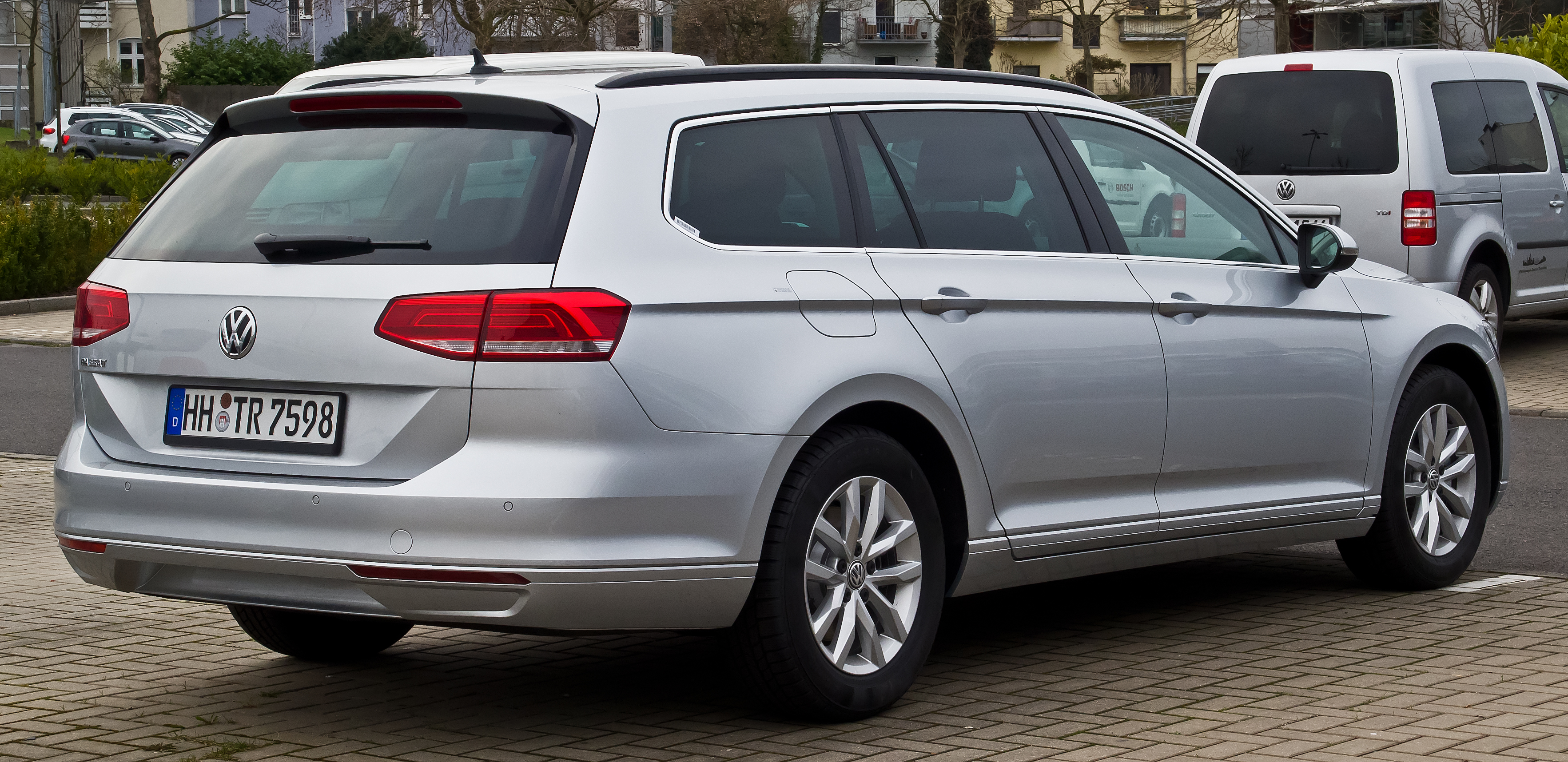
Volkswagen Passat B8 Variant (2014-2019)

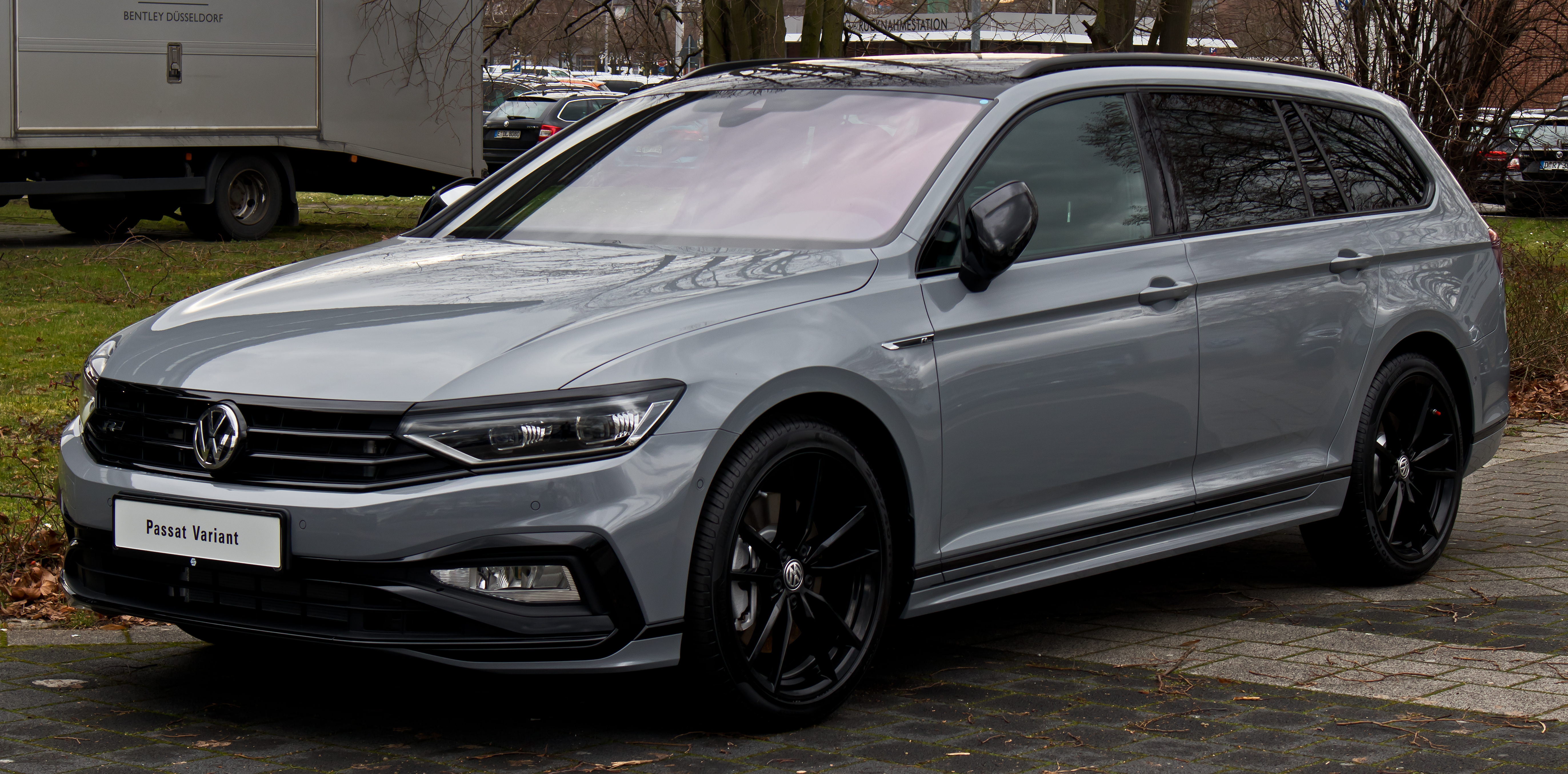
Volkswagen Passat B8 Variant (з 2019)

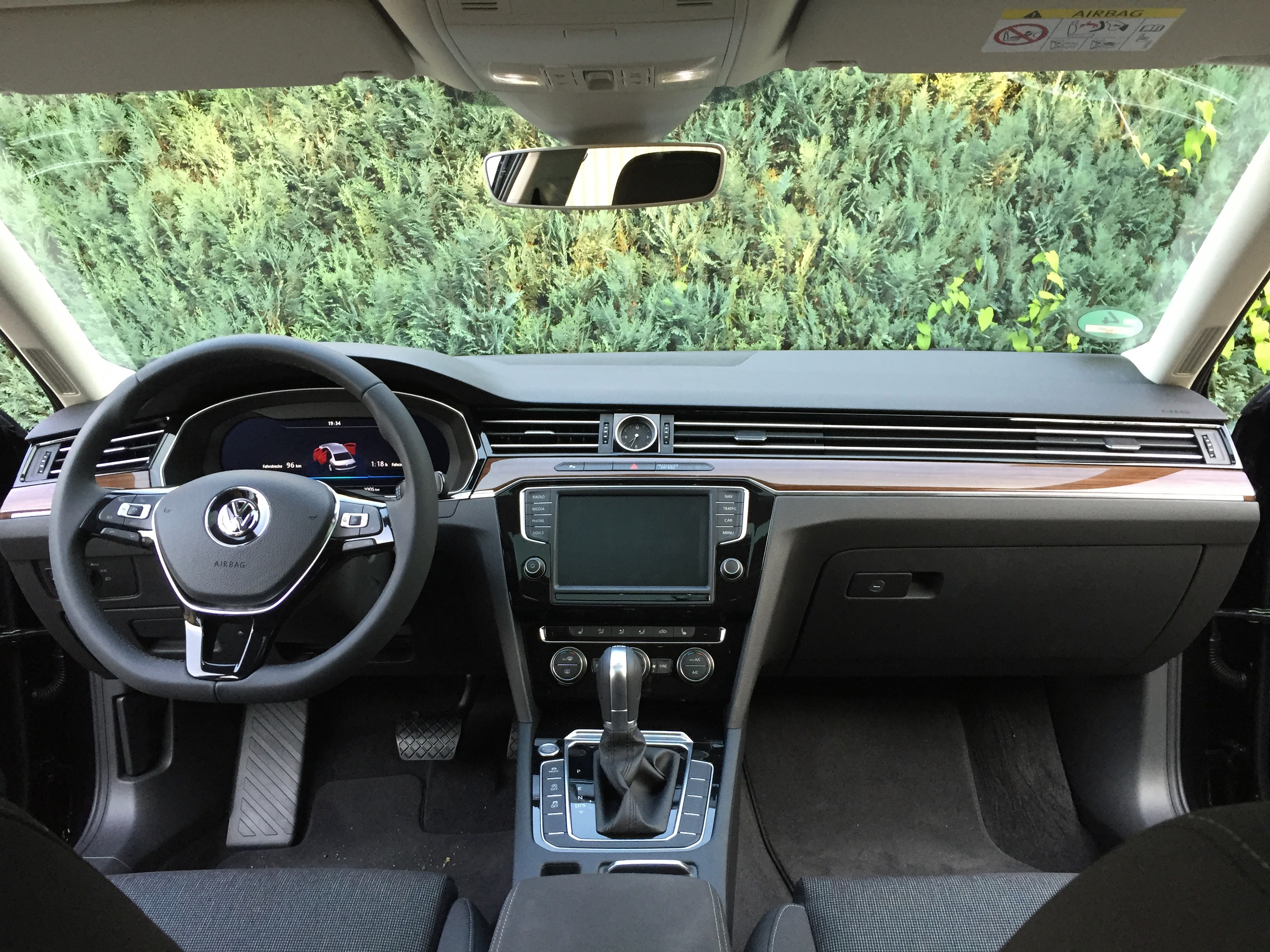
Салон Volkswagen Passat B8

Автомобіль дебютував на Паризькому автосалоні в 2014 році, а продажі почалися в листопаді 2014 року.
Passat B8 базується на модуларній поперечній матричній платформі VW MQB (Modularer Querbaukasten). Спереду стійки McPherson і алюмінієвий підрамник, ззаду - багаторичажка на сталевому підрамнику (у повнопривідних Пасатів вона з алюмінію). У порівнянні з попередником новий Passat став довшим і ширшим, у нього ширша передня і задня колія, більша колісна база. На вибір можна замовити електроннокеровані амортизатори Monroe з трьома режимами роботи.
В автомобілі є: система екстреного гальмування в міських умовах City Emergency Braking; з системою фронтального контролю Front Assist, адаптивний круїз-контроль ACC, який здатний повністю зупиняти автомобіль; система запобігання вторинним зіткнень Multi Collision Brake, функція моніторингу "сліпих зон" Blind Spot, система динамічного управління дальнім світлом Dynamic Light Assist, асистент утримання автомобіля в смузі руху Line Assist, камера кругового огляду, спортивне шасі або адаптивне шасі DCC, рульовий механізм з прогресивною характеристикою, який скорочує число оборотів керма від упору до упору з 2,75 на базовій версії до 2,1.
Автомобіль отримав нову панель приладів Active Info Display з інтерактивним дисплеєм діагоналлю 12,3 дюйма. Крім того, Passat став першою моделлю бренду Volkswagen, яка оснащується висувним проєкційним дисплеєм Head-up. На цьому дисплеї, розташованому в полі зору водія - прямо перед вітровим склом, відображається така важлива інформація, як актуальна швидкість автомобіля або підказки навігаційної системи.

## Двигуни
Загалом двигуни не потерпіли великих змін з попередньою моделлю (B7), лише набули трохи більше потужності та крутного моменту за рахунок форсуванням електронікою.

### Бензинові
- 1.4 TSI VW EA211 90 кВт (122 к.с.)/250 Нм
- 1.4 TSI VW EA211 110 кВт (150 к.с.)/250 Нм
- 1.5 TSI VW EA211 evo 110 кВт (150 к.с.)/250 Нм
- 1.8 TSI VW EA888 132 кВт (180 к.с.)/300 Нм
- 2.0 TSI VW EA888 162 кВт (220 к.с.)/350 Нм
- 2.0 TSI VW EA888 200 кВт (272 к.с.)/350 Нм
- 2.0 TSI VW EA888 206 кВт (280 к.с.)/350 Нм

### Дизельні
- 1.6 TDI (CR) VW EA288 88 кВт (120 к.с.)/250 Нм
- 2.0 TDI (CR) VW EA288 110 кВт (150 к.с.)/350 Нм
- 2.0 TDI (CR) VW EA288 140 кВт (190 к.с.)/380 Нм
- 2.0 TDI (CR) VW EA288 176 кВт (245 к.с.)/500 Нм

## Passat GTE

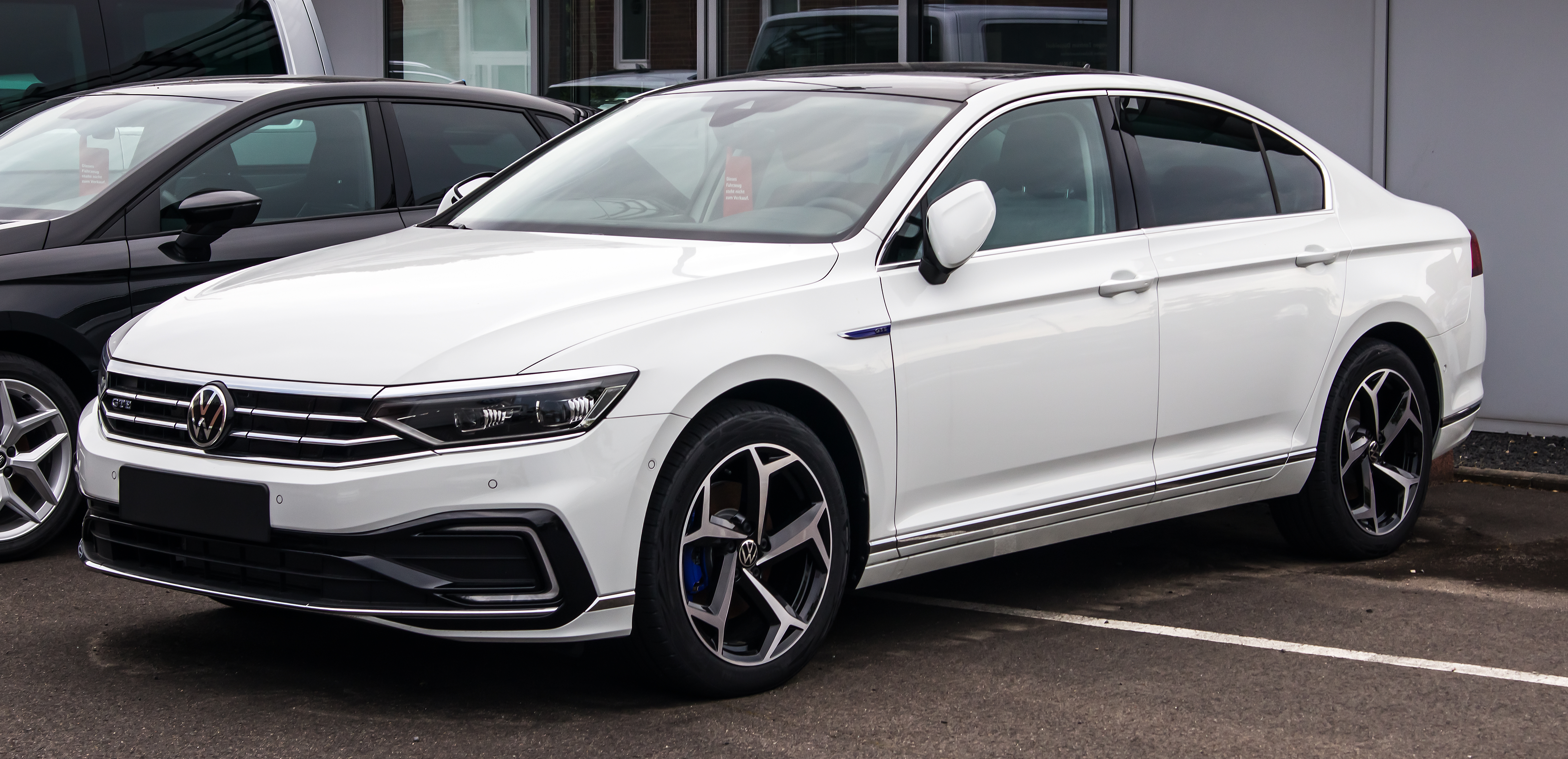
Volkswagen Passat GTE

В листопаді 2015 року дебютував Volkswagen Passat GTE. У Passat GTE використовується гібридний привід plug-in, який можна порівняти з Volkswagen Golf GTE. З'єднання для зарядного кабелю розташоване на фронті, але на відміну від Golf GTE не за центральним логотипом марки, а за іншою заслінкою в передній решітці на стороні водія.
Автомобіль включає 1,4 л бензиновий двигун потужністю 156 к.с. та електродвигун потужністю 115 к.с., сумарна потужність 218 к.с. Автомобіль може проїхати на електричній тязі 50 км.

## Passat Alltrack

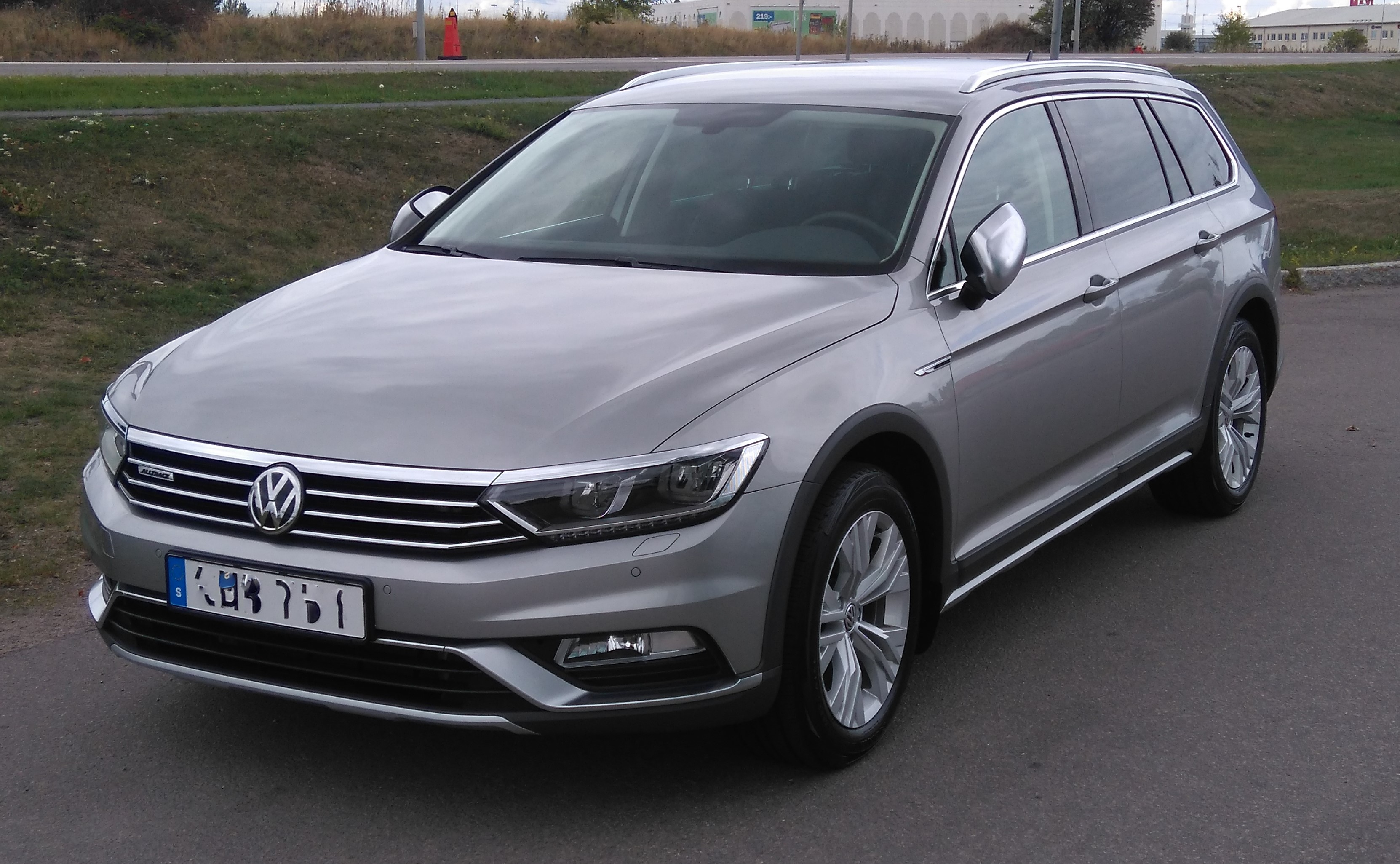
Volkswagen Passat B8 Alltrack (2015-2019)

Компанія Volkswagen офіційно представила позашляхову версію універсалу Passat B8 яка отримала назву  „Alltrack”. Європейські продажі розпочалися з жовтня 2015 року.
Від звичайного універсалу „Alltrack”-модифікація відрізняється захисним пластиковим обвісом кузова, та новими бамперами зі збільшеними кутами з`їзду та виїзду. Дорожній просвіт збільшився на 27,5 мм.
В базове оснащення „Alltrack” входить система повного приводу з муфтою „Haldex“, котра підключає задні колеса при пробуксовуванні передніх. Поміж трьох основних режимів налаштування  авто - «Eco», «Normal» і «Sport», з'явився режим «Off Road», який коригує відклик при натисканні педалі акселератора, гальмівне зусилля і функцію допомоги при старті в гору для руху по бездоріжжю.
На Passat Alltrack встановлюють два бензинових та три дизеля. Потужність бензинових двигунів складає 150 і 220 кінських сил, дизельних - 150, 190 та 240 сил. Пара найпотужніших дизельних і потужний бензиновий двигуни, агрегатуються з 6-ти ступеневою роботизованою коробкою передач DSG. Всі інші агрегатуються з 6-ти ступеневою "механікою".
В список оснащення входить імітація блокування між-колісного диференціала „XDS+“, система автоматичного паркування з причепом, а також мультимедійний комплекс із підтримкою «Apple CarPlay» і «Android Auto», та з функцією «MirrorLink», котра дозволяє відображати на екрані деякі додатки з мобільних пристроїв.